# Acygnatha mesozona
Acygnatha mesozona là một loài bướm đêm trong họ Noctuidae.